# Morteza Kermani Moghaddam
Morteza Kermani Moghaddam (en persa: مرتضی کرمانی مقدم‎; Teherán, Irán; 11 de julio de 1965) es un exfutbolista y entrenador de fútbol de Irán que jugaba en la posición de centrocampista.

## Carrera

### Club
| Periodo   | Club             |
| --------- | ---------------- |
| 1985–1987 | Bonyad Shahid FC |
| 1987–1989 | Persepolis FC    |
| 1990–1991 | Al-Gharafa SC    |
| 1991      | Persepolis FC    |
| 1992–1995 | Al-Gharafa SC    |
| 1995–1996 | Persepolis FC    |
| 1996–1998 | Keshavarz FC     |

### Selección nacional
Jugó para Irán en 24 ocasiones entre 1985 y 1992 anotando tres goles, ganó la medalla de oro en los Juegos Asiáticos de 1990 y participó en dos ediciones de la Copa Asiática.

## Logros

### Club
Persepolis
- Asian Cup Winners' Cup (1): 1990–91
- Iranian Football League (1): 1995-96
- Copa Hazfi (2): 1987-88, 1991–92
- Tehran Provincial League (3): 1987-88, 1988–89, 1990–91

Al-Ittihad (Al-Gharafa)
- Qatari League (1): 1991-92
- Qatar Emir Cup (1): 1994-95

### Selección nacional
- Asian Games Gold Medal (1): 1990

### Individual
- Mejor jugador entranjero de la Liga de fútbol de Catar en 1992.